# シボレー・キャバリエ
シボレー・キャバリエ（Chevrolet Cavalier）は、アメリカの自動車メーカー・ゼネラルモーターズ (GM) が製造し、シボレーブランドで販売する自動車である。1982年から2005年にかけて北米市場で販売されていた。日本では3代目がOEM供給でトヨタ自動車からトヨタ・キャバリエとして販売されていた。2016年に中国市場向けの車種として車名が復活した。

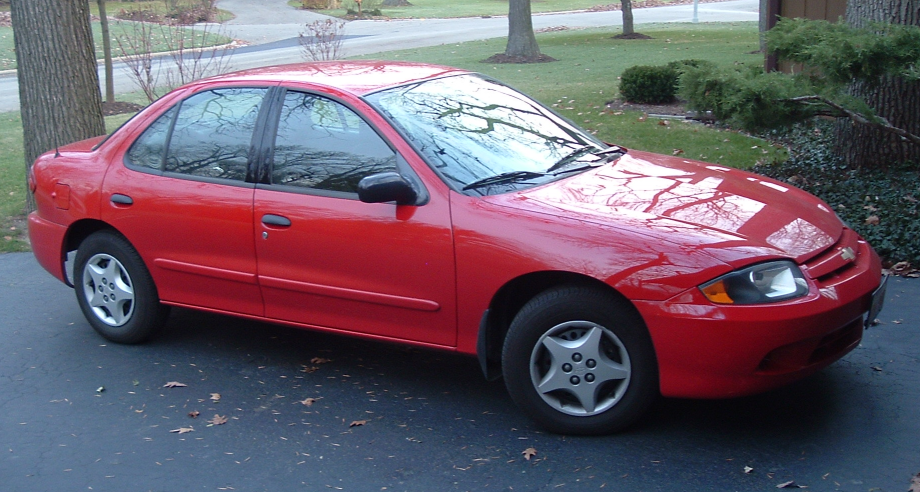
シボレー・キャバリエ（3代目後期）

## 概要
1980年代初頭の北米市場においては、ドイツ製や日本製をはじめとした前輪駆動のコンパクトカーが販売台数を大きく伸ばし始めており、また1970年代中盤からのオイルショックによるガソリン価格の向上がそれに拍車をかけていたため、それまでの北米における大型車を中心とした自動車勢力図に変化が生じ始めていた。キャバリエは、GMにより主にそれらの海外製コンパクトカーに対抗する車種として、また需要の伸びていた低燃費車として企画された。
当時においてGMのラインナップは後輪駆動の自動車が殆どであり、またGM傘下の企業には前輪駆動の自動車がラインナップされてはいたものの、グループ各社内での部品の互換性は高くなかった。開発コストを抑えて海外の企業と世界で戦えるだけの競争力を得る為に、傘下企業であったオペル、いすゞ自動車と共に新たなプラットフォームを開発（Jプラットフォーム）、キャバリエはそのプラットフォームを採用した最初のモデルである。
当初は同プラットフォームで、キャデラック・シマロン、ビュイック・スカイホーク、オールズモビル・オメガ、ポンティアック・サンバード、そしていすゞ・アスカとキャバリエ以外にもGM系列の各ブランドで複数のモデルが販売されたが、同クラスのホンダ・アコードと比較すると割高な上に品質も性能も悪く、当初は全く販売面でも振るわなかった。
後に車種をポンティアック、シボレーのみに絞ったこと、加えてプラザ合意後の円高で割安感が出てきたことで、セールスは向上した。とはいえ、客観的に見ても初代、2代目と通して技術面、品質的にはとても同価格帯の日本車の水準に達しているとは言えず、円高によって割高になった日本車に対し、割安な販売価格で勝負していたというのが実情である。それでも初代の販売台数を鑑みると、北米市場ではセールスとして成功したといえる。
2005年に生産終了。後継モデルであるサターン・アイオンをベースとした「シボレー・コバルト」がその役目を引き継いだ。

## 歴史

### 初代（1982年 - 1987年）
キャバリエは1982年に販売を開始した。FFコンパクトカーというGMにとって未開拓の分野であったため、2ドアクーペ・3ドアハッチバック・4ドアセダン・ステーションワゴン・コンバーチブルと多岐にわたりラインナップされた。エンジンは4気筒OHVが中心で1.8リッターから2.8リッターまでが選択できた。
GMのコンパクトカーというだけでなくそのラインナップの豊富さから、発売直後から順調に販売台数を伸ばした。わずか3年後には販売台数が初年度の8倍弱にまで達し、1984年、1985年においては販売台数全米ナンバー1を記録し大ヒットモデルとなった。
1986年には2.8リッターV6エンジンを搭載したZ24というGM（シボレー）伝統のスポーツグレードを冠したモデルが発売された。

### 2代目（1988年 - 1994年）
2代目は1988年に発売を開始した。モデルチェンジにあたっては先代モデルのコンセプトを大きく変えることなく継承している。また、シャシ等の主だったコンポーネントは先代から大きな変更がなく継承された。但し3ドアハッチバックはラインナップから外れた。
エンジンは従来の直4OHVのモデル以外に直4SOHCターボもラインナップされた。基本設計が古く、性能は外国勢の小型車に対して決して優れてはいなかったが、GMの中でも最も安価な価格で販売されていたため、先代に引き続きセールスは好調であった。
1990年には3.1リッターV6エンジンを搭載したZ24がラインナップに追加された。

### 3代目（1995年 - 2005年）
3代目は1995年に販売が開始された。外観デザインは近代化が進み、従来モデルよりもより一層スポーツ色、スペシャルティ色の強いデザインとなった。これにより従来の購買層と異なる層にも訴求することに成功し、スポーツコンパクトのベースなどにも用いられるようになった。
エンジンの主ラインナップは直4OHVの2.2～2.4リッターであった。このモデルにもトップグレードに2.4リッター直4DOHCエンジンを搭載したZ24がラインナップされている。しかしコンポーネントの一部は先代を継承しており、特にシャシの基本設計は相当古いものであった。
2000年にフェイスリフトを小変更したマイナーチェンジが行われ、後の2002年にビッグマイナーチェンジでフェイス周りが大幅に変更されているほかGMの次世代エンジンである「エコテック」を搭載したモデルがラインナップに追加された。
日米の貿易摩擦を避けるために、トヨタがOEMとして販売していたためこのモデルは日本国内でも一定の認知がある。しかし日本においてはそのデザインと排気量が事情に合わず、販売面で成功したとは言い難い。一方、米国ではJDM仕様のカスタムベース車両として、わざわざ「TOYOTA」のエンブレムや黄色のウインカーレンズを日本から取り寄せて装着する者もいた。
「シボレー・プリズム」と車種統合される事となり、またコンセプトが大きく変更されることとなったために、このモデルを最後に約20年続いた「シボレー・キャバリエ」の名は消えることとなった。

### 4代目（2016年 - 2021年）
2016年9月開催の成都モーターショーで発表され、同年から中国で発売開始された。セイルとクルーズ（J400型）の中間帯に位置する車種としてJ300型クルーズをベースに開発された。2018年からはメキシコ市場でもソニックに代わって販売が行われている。
エンジンは直列4気筒 1.5L DVVTと、中国市場のみ直列3気筒 DVVT 1.0L ターボが設定される。トランスミッションは1.5L車が5速マニュアルトランスミッションまたは6速オートマチックトランスミッション、1.0Lターボ車が6速DCTとなる。